# Орден Рыцарей Рисаля

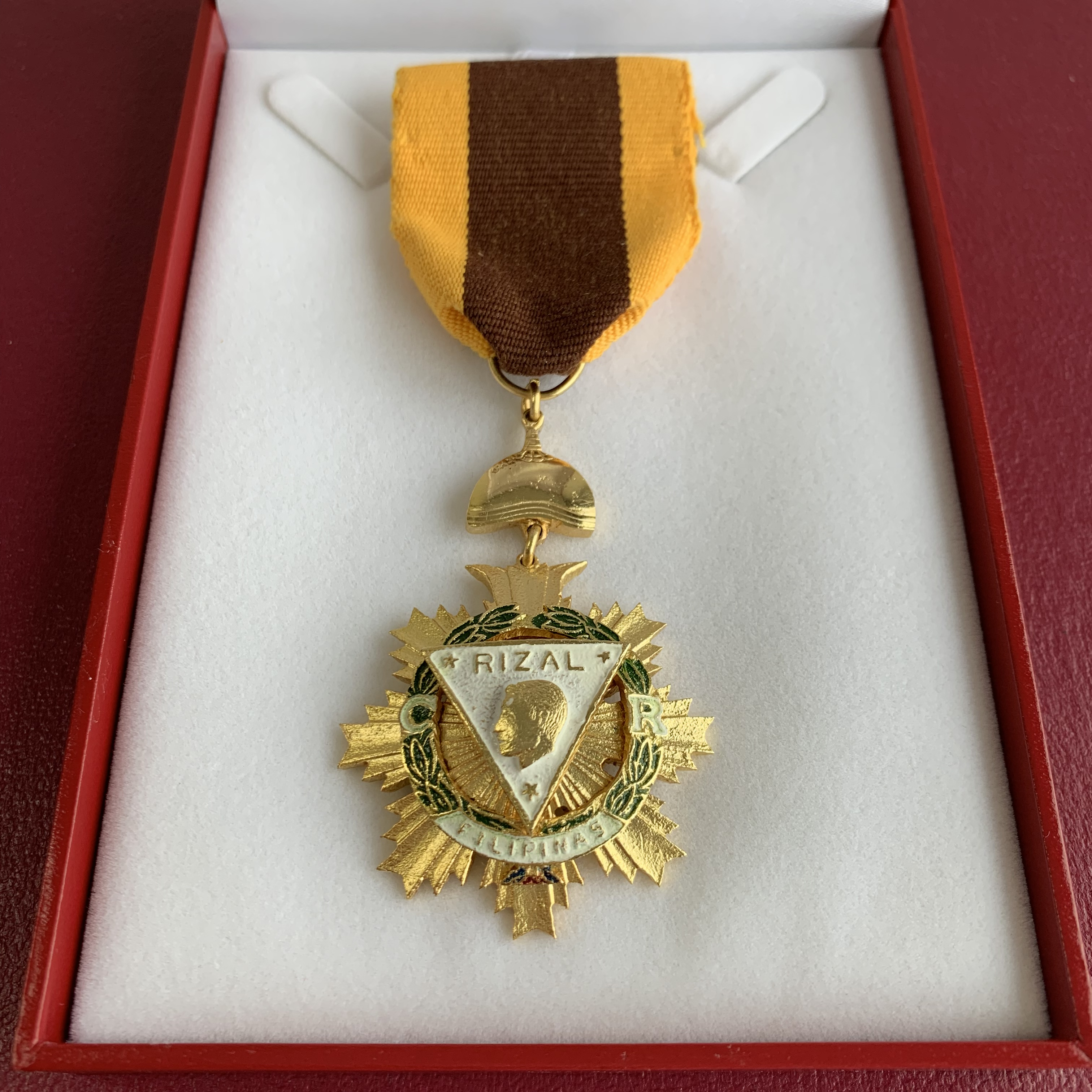
Знак отличия ордена Рыцарей Ризала

Орден Рыцарей Рисаля (таг. Mga Maginoo ni Rizal, исп. Orden de Caballeros de Rizál) — рыцарский орден Филиппин, учреждённый в честь национального героя страны Хосе Рисаля.
Общественная организация «Орден Рыцарей Рисаля» была основана в 1911 году полковником Антонио К. Торресом, позже ставший первым начальником полиции Манилы филиппинского происхождения. Президент Эльпидио Квирино законом № 646 от 14 июня 1951 года предоставил ордену статус нерелигиозной, беспартийной, гражданско-патриотической культурной организации. Хоть и не являясь государственным орденом, он единственный рыцарский орден страны признанный Кодексом наград Филиппин в качестве официальной награды республики. Орденом часто награждаются члены правительства и дипломатического корпуса Филиппин.
С момента своего основания число членов ордена выросло до более чем 25 000, он имеет 131 действующее отделение на Филиппинах и 61 по всему миру. Международная штаб-квартира расположена на Бонифачо Драйв в портовой зоне Манилы.

## История

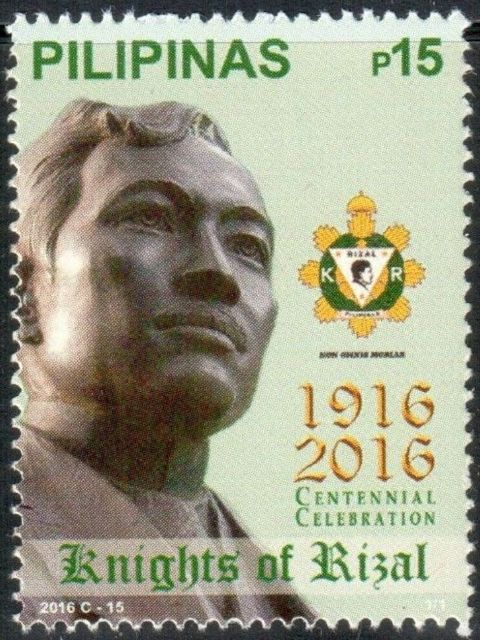
Марка в честь столетия ордена

Орден Рыцарей Рисаля был организован группой из девяти человек под руководством полковника Антонио Торреса в день Рисаля, 30 декабря 1911 года, в память о мученической кончине филиппинского национального героя. Ровно год спустя были проведены государственные похороны по переносу останков Рисаля из дома его семьи в Бинондо, Манила, для поминок в аюнтамиенто (здании городской администрации) и, наконец, для захоронения в парке Лунете, где члены ордена выступили в качестве почётного караула. С тех пор они возглавляют празднования годовщины рождения Рисаля и играет заметную роль во время церемоний дня Рисаля, посвященных годовщине его смерти.

## Степени
| Класс                         | Аббревиатура |
| ----------------------------- | ------------ |
| Рыцарь Большого креста Рисаля | KGCR         |
| Рыцарь-великий офицер Рисаля  | KGOR         |
| Рыцарь-командор Рисаля        | KCR          |
| Рыцарь-офицер Рисаля          | KOR          |
| Рыцарь Рисаля                 | KR           |